# Adela Walosz
Adela Walosz (ur. ok. 1846) – Rosjanka, opiekunka zesłanych powstańców styczniowych w Rosji.
Pochodziła ze zrusyfikowanej szwajcarskiej rodziny osiadłej w Moskwie. Córka emerytowanego rosyjskiego generała. Po ukończeniu pensji w Petersburgu wróciła do Moskwy, gdzie pierwszy raz spotkała Polaków zesłanych za udział w powstaniu styczniowym. Widząc ciężkie warunki życia zesłańców oczekujących na dalszą drogę na Sybir postanowiła organizować pomoc materialną i duchowe wsparcie. Objeżdżała Moskwę, aby zbierać pieniądze, żywność i bieliznę dla polskich więźniów. Sympatyzowała z polskimi ideami narodowymi. Została aresztowana przez władze carskie za próbę organizacji pomocy polskim wygnańcom we Włodzimierzu. Osadzono ją w Dziewiczym Monasterze w Moskwie.
Fragment z pamiętników Władysława Zapałowskiego opisujący Adelę Walosz:

... Z tej zawziętej nieprzyjaciółki – co na myśl sama o Polakach dreszcz febreczny nią wstrząsał – stała się najlepszą przyjaciółką, orędowniczką… Ile zawdzięczają nasi bracia tej zacnej dziewczynie, ilu ona nakarmiła, ilu odziała, a ilu słów pociechy i współczucia
rozrzucała wśród tej gromady, tak potrzebującej współczucia i serca…